# Audi A2
Der Audi A2 (interne Typbezeichnung 8Z) ist ein Pkw-Modell von Audi, der mittels Aluminium-Leichtbauweise, geringer Stirnfläche, geringen Luftwiderstandsbeiwerts sowie verbesserter Antriebstechnik auf niedrigen Treibstoffverbrauch optimiert wurde. Produziert wurde das Modell von November 1999 bis Juli 2005 in Neckarsulm.
Im Jahr 2004 wurde mit dem Audi A2H2 der Prototyp eines Wasserstoff-Brennstoffzellenfahrzeugs auf Basis des A2 vorgestellt. Unter der Typenbezeichnung Audi A2 Concept wurde 2011 ein Konzeptfahrzeug als Nachfolger vorgestellt, welches jedoch nicht in Serie ging.

## Modellgeschichte

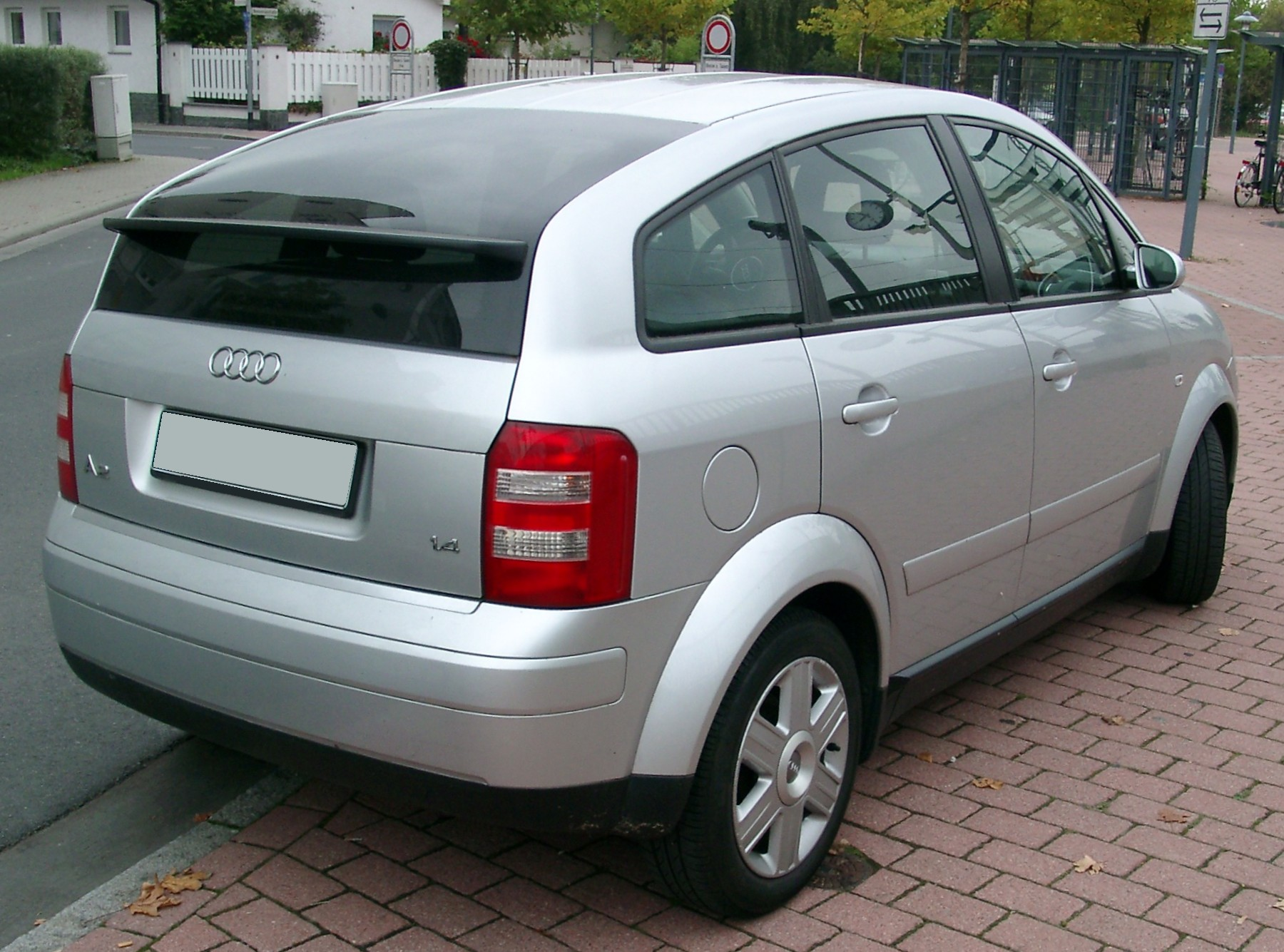
Heckansicht

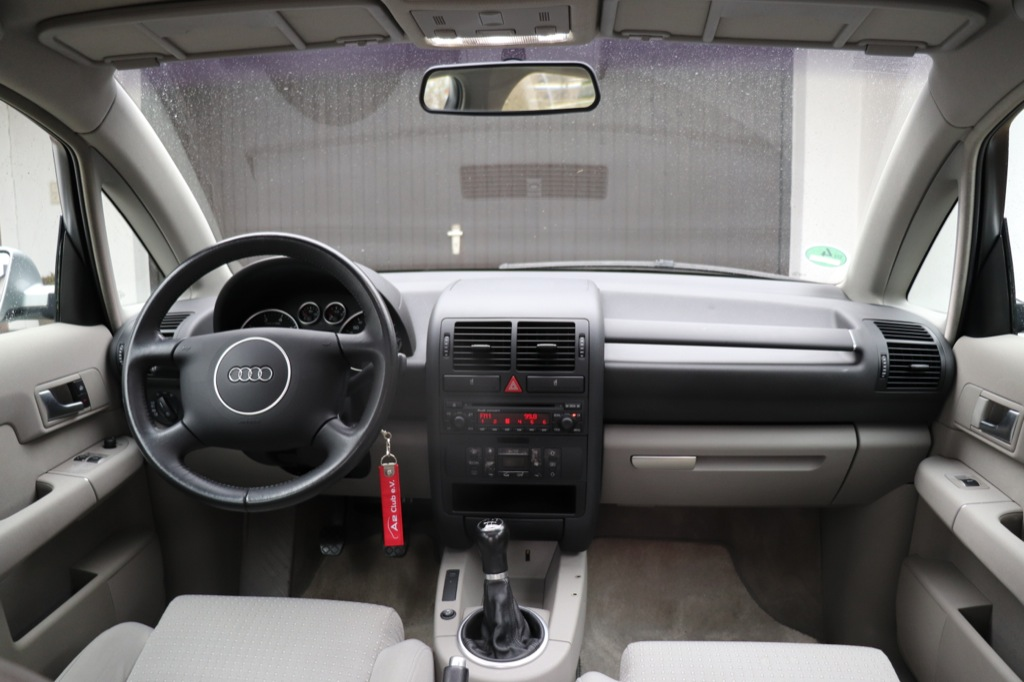
Armaturenbrett

Bereits 1996 übernahm Stefan Sielaff die Projektverantwortung für die Showcars Al2 Light green und Al2 open end Light Blue. Zusammen mit Luc Donckerwolke, der für das äußere Erscheinungsbild verantwortlich war, entwarf er bis 1997 ein Showcar für die Internationale Automobilausstellung (IAA) in Frankfurt. Die Al2, wie die beiden Studien genannt wurden, sollten durch die Verwendung durchsichtiger Kunststoffteile und Aluminium ein neues Raumgefühl und Leichtigkeit vermitteln. Beide Versionen hatten eine weit heruntergezogene Dachlinie und eine weit nach vorn greifende Windschutzscheibe.
Die Serienfertigung des Audi A2 wurde mit der Vorstellung des fahrfertigen Prototyps 1999 auf der IAA eingeleitet. Da sie schon vor der Präsentation der Showcars beschlossen worden war, ähnelte die Außenform des Serienmodells den Studien. Vor allem der deutlich veränderte „Gesichtsausdruck“ orientierte sich an anderen Audi-Modellen dieser Zeit. Die leitenden Designer Peter Schreyer und Gerd Pfefferle erhielten 2002 den Designpreis der Bundesrepublik Deutschland für die Designarbeit am A2 und A4 der 2. Generation.
2003 erhielt das Fahrzeug ein Facelift, das auf der IAA vorgestellt wurde.

## A2 TDI 3L

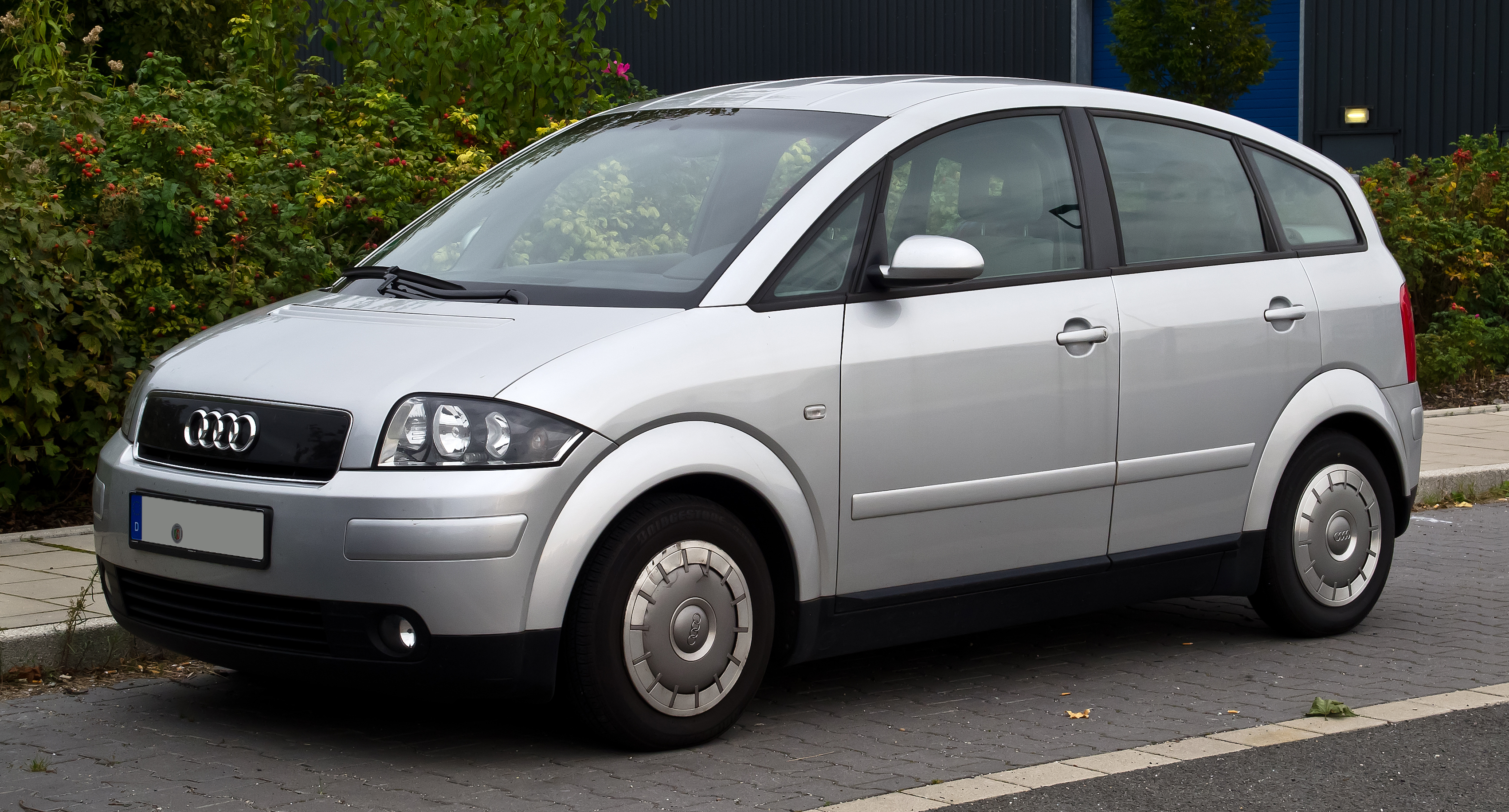
Audi A2 1.2 TDI 3L

Dieses 3-Zylinder-Niedrigenergiefahrzeug 1.2 TDI unterscheidet sich in vielen Merkmalen von den anderen Audi A2.
Das automatisierte Getriebe wird, wie im gleich motorisierten VW Lupo 3L, hydraulisch über einen Gangsteller betätigt. Das Steuergerät ist auf möglichst frühes Schalten programmiert. Im zuschaltbaren Eco-Modus wird beim Gas-Wegnehmen automatisch in den Freilauf geschaltet, um keine Energie durch Motorbremswirkung zu verlieren. Zusätzlich wird auch die Start-Stopp-Automatik aktiviert, die nach vier Sekunden Stillstand den Motor abstellt. Beim Wechsel in den Automatikmodus wird automatisch auf Eco-Modus umgeschaltet, wodurch zusätzlich ein sparsameres Motormanagement mit maximal 33 kW Leistung aktiviert wird. Es ist aber möglich, mittels Tiptronic-Schaltgasse die Gänge manuell zu schalten.
Aus Gewichtsgründen ist das Fahrwerk teils aus Aluminium gefertigt und kompakter aufgebaut; die Rücksitze sind leicht gebaut und nicht teilbar; der Tank fasst nur 20 Liter Kraftstoff; das Panoramadach Open-Sky, eine Klimaanlage und andere sonst lieferbare Sonderausstattungen sind nicht in dieser Variante erhältlich. Ab dem Modelljahr 2003 wurden sämtliche Ausstattungsmerkmale wie Klimaanlage, Sitzheizung und andere Ausstattungsmerkmale in das neue Konzept integriert.
Zur Reduzierung des Verbrauchs des A2 TDI 3L hat Audi serienmäßig besonders leichte Räder aus einer Aluminium-Magnesium-Legierung und Reifen der Größe 145/80 R14 mit geringem Roll- und Luftwiderstand verbaut sowie weitere Verbesserung des Luftwiderstands des Fahrzeugs durchgeführt – vor allem der reduzierte Luftwiderstand der vergleichsweise schmalen Räder leistet einen deutlichen Beitrag zur Senkung des Gesamt-Luftwiderstandes gegenüber den anderen A2-Varianten. Durch geringes Gewicht und strömungsgünstige Form war der Wagen mit seinem Normverbrauch von 2,99 l auf 100 km lange Zeit das einzige in Großserie produzierte fünftürige Dreiliterauto (bis zum Erscheinen des Citroen C3 / Peugeot 208 BlueHDi 100 im Jahre 2014 bzw. 2015, also ca. 15 Jahre später). Mit einem Luftwiderstandsbeiwert (cW) von 0,25 belegte der Audi A2 TDI 3L während seiner Produktion einen Spitzenplatz in der Rangliste für Serienfahrzeuge.
Der 1.2 TDI erfüllt die Abgasnorm Euro 3. Es ist in Deutschland möglich, dieses Fahrzeug auf D4 umzuschlüsseln und dann bereits damit, ohne einen Rußpartikelfilter einzubauen, die Zuteilung der grünen Feinstaubplakette für alle Umweltzonen zu erwirken. Ein Rußpartikelfilter war in der Bauzeit des Fahrzeugs noch nicht lieferbar, ist aber seit 2010 verfügbar und erwirkt die Zuteilung der grünen Feinstaubplakette für alle Umweltzonen. Das Fahrzeug war in Deutschland bis zum 31. Dezember 2005 von der Kfz-Steuer befreit. Es wurden, auch wegen des hohen Anschaffungspreises, nur knapp 6500 Exemplare dieses Fahrzeugs hergestellt.

## Karosserie
Der Audi A2, mit Ausnahme des 1.2 TDI, erreicht einen cW-Wert von 0,28 bei einer Stirnfläche von 2,20 m², die 3L-Variante von 0,25. Die Zuladung beträgt 361 kg (1.4 TDI). Dies wird unter anderem durch eine moderne Variante des Kamm-Hecks sowie einem verkleideten Unterboden erreicht.
Das Kofferraum-Volumen beträgt 390 l. Die Ladekante hat eine Höhe von 68,5 cm über dem Boden. Die Rücksitzbank kann teilweise oder ganz umgeklappt werden, was das Fassungsvermögen auf 780 l erhöht, gemessen bis Fensterunterkante. Nach dem Ausbauen der Rücksitze, wächst das Kofferraumvolumen auf 1140 l.

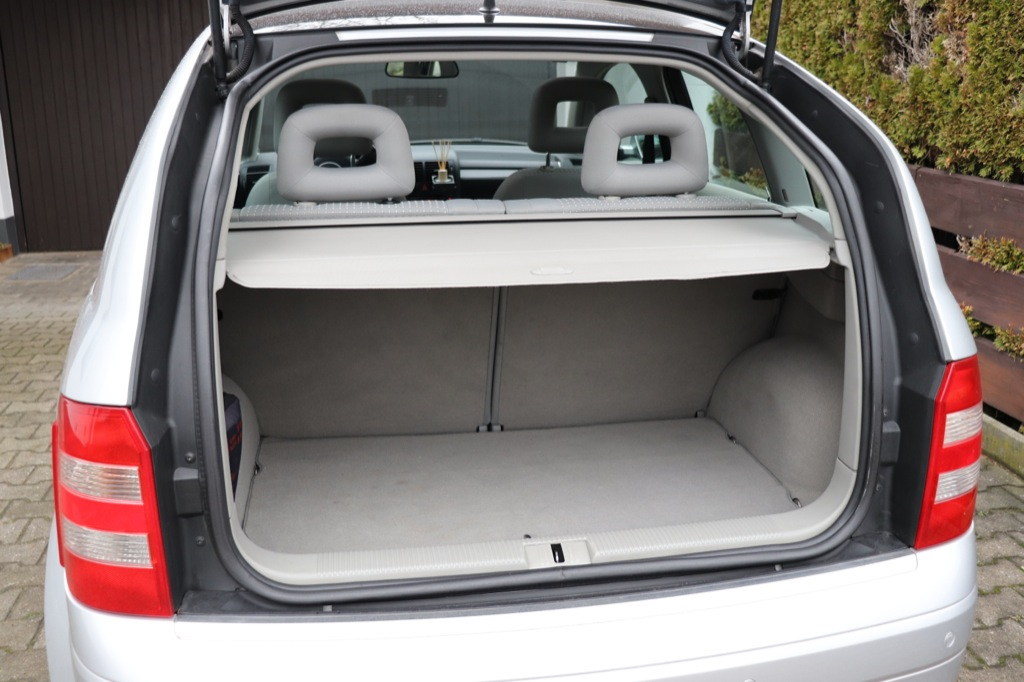
Kofferraum mit doppeltem Ladeboden
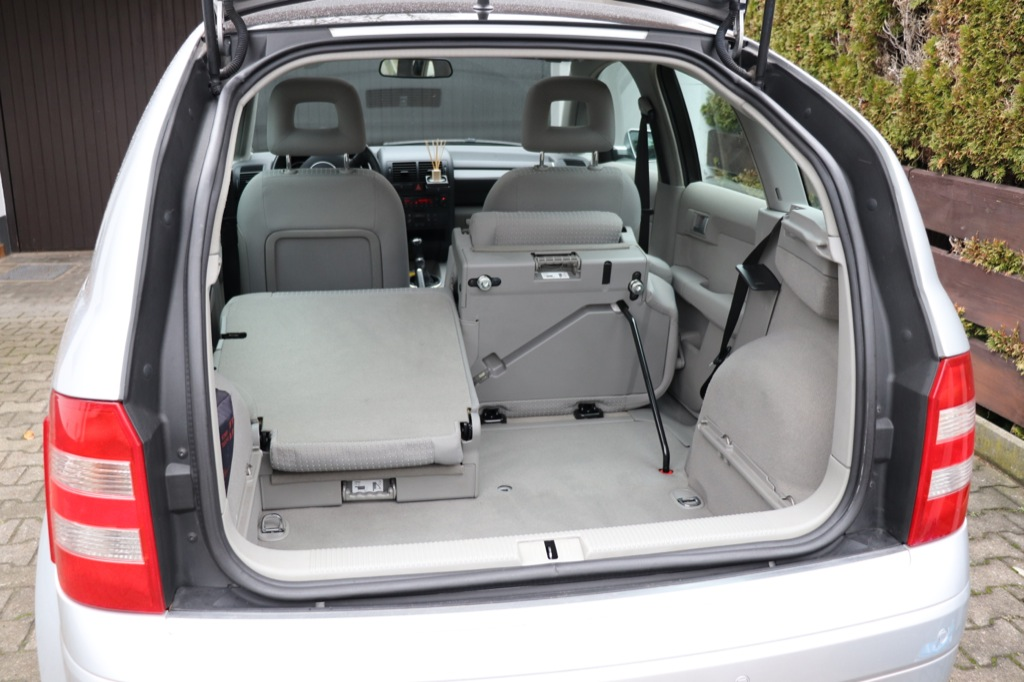
Beispiel mit umgeklappten Rücksitzen

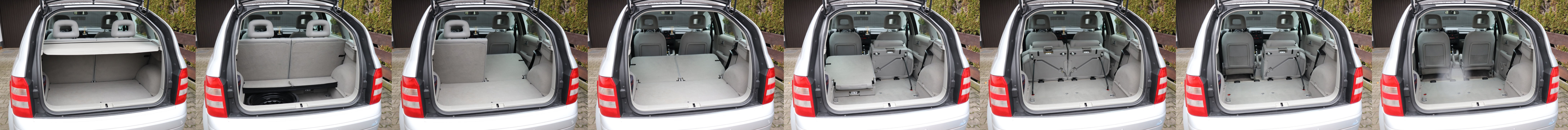
Große Innenraumvariabilität

## Technik
Der Audi A2 verfügt vorn über MacPherson-Federbeine mit unteren Dreiecksquerlenkern und Querstabilisator sowie eine Verbundlenkerachse an der Hinterachse. Er hat eine Elektro-hydraulische Zahnstangenlenkung, damit ergibt sich ein Wendekreis von 10,5 m. Darüber hinaus verfügt er über ein Anti-Blockier-System, ESP mit Bremsassistent, elektronische Differentialsperre (EDS) sowie eine Antriebsschlupfregelung (ASR).

## Ausstattung

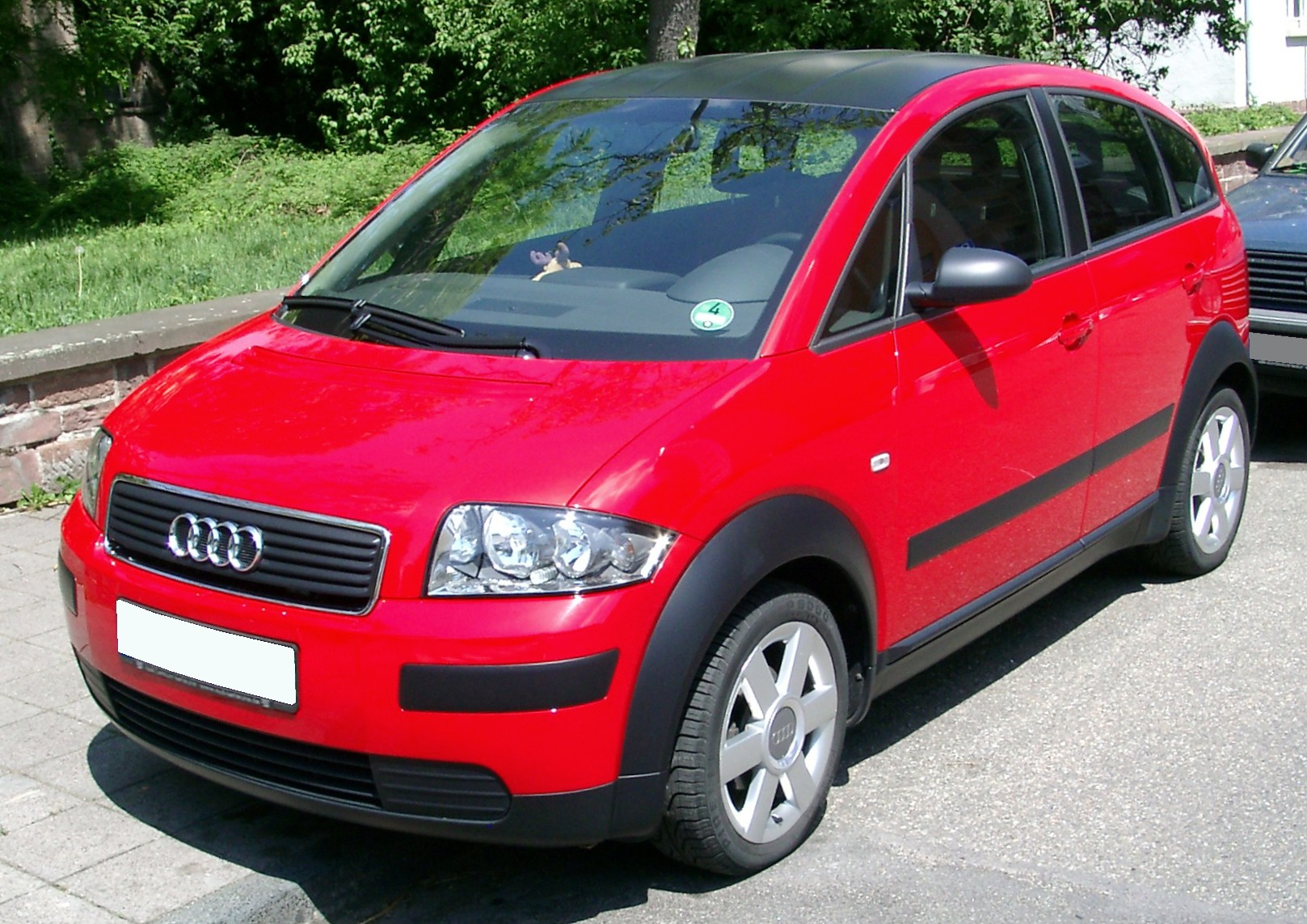
Audi A2 ColourStorm (als Ausstattungslinie ab 2003 erhältlich)

Neben zahlreichen Sonderausstattungen, die dem üblichen Standard des Herstellers entsprechen, waren folgende Ausstattungspakete verfügbar:
- Advance: Radio Chorus, doppelter Gepäckraumboden, Metallic- oder Perleffektlackierung, Klimaautomatik mit sonnenstandsabhängiger Regelung, zwei einzeln entnehmbare Rücksitze
- High-Tech: Glashubdach Open Sky, Einparkhilfe, Handyvorbereitung mit Freisprecheinrichtung und Sprachbedienung
- Style: Außenspiegel und Türgriffe in Wagenfarbe, Fernbedienung für Zentralverriegelung, höhenverstellbare Fahrer- und Beifahrersitze, beleuchtete Make-up-Spiegel, Fußmatten und Trittschutzfolie, Aluminium-Gussräder (6J×15)
- Style Plus: Vier-Speichen-Lederlenkrad mit Airbag, Neun-Speichen-Alufelgen in 17 Zoll mit 205/40 R17, beleuchtete Schminkspiegel in beiden Sonnenblenden, Funkfernbedienung für Zentralverriegelung mit Komfortschließung, Fußmatten vorne und im Fond, Keder bei Farben der Sitzbezüge in Rot, Blau oder Gelb im entsprechenden Farbton, manuelle Sitzhöhenverstellung für Fahrer und Beifahrer, Rückspiegelgehäuse und Türgriffe in Wagenfarbe lackiert, Schalthebelknauf und Schalthebelmanschette in Leder, S-line-Sportfahrwerk, Trittschutzfolie auf den Schwellern
- S line Sport: Sportfahrwerk, Aluminium-Gussräder (7J×17) im Neun-Speichen-Design, Sportsitze vorn, Lendenwirbelstütze vorn, Sportlenkrad, Bedienelemente in Leder
- Xtend: Ausstattungspaket für Österreich ab 2001 umfasste Klimaautomatik mit sonnenstandsabhängiger Regelung, Funkfernbedienung für Zentralverriegelung mit Komfortschließung, Fahrer- und Beifahrersitz höhenverstellbar, Außenspiegel und Türgriffe in Wagenfarbe, Gepäckraumabdeckung, doppelter und herausnehmbarer Gepäckraumboden, 15-Zoll-Leichtmetallräder (14 Zoll bei 1.2 TDI)

## Technologieträger

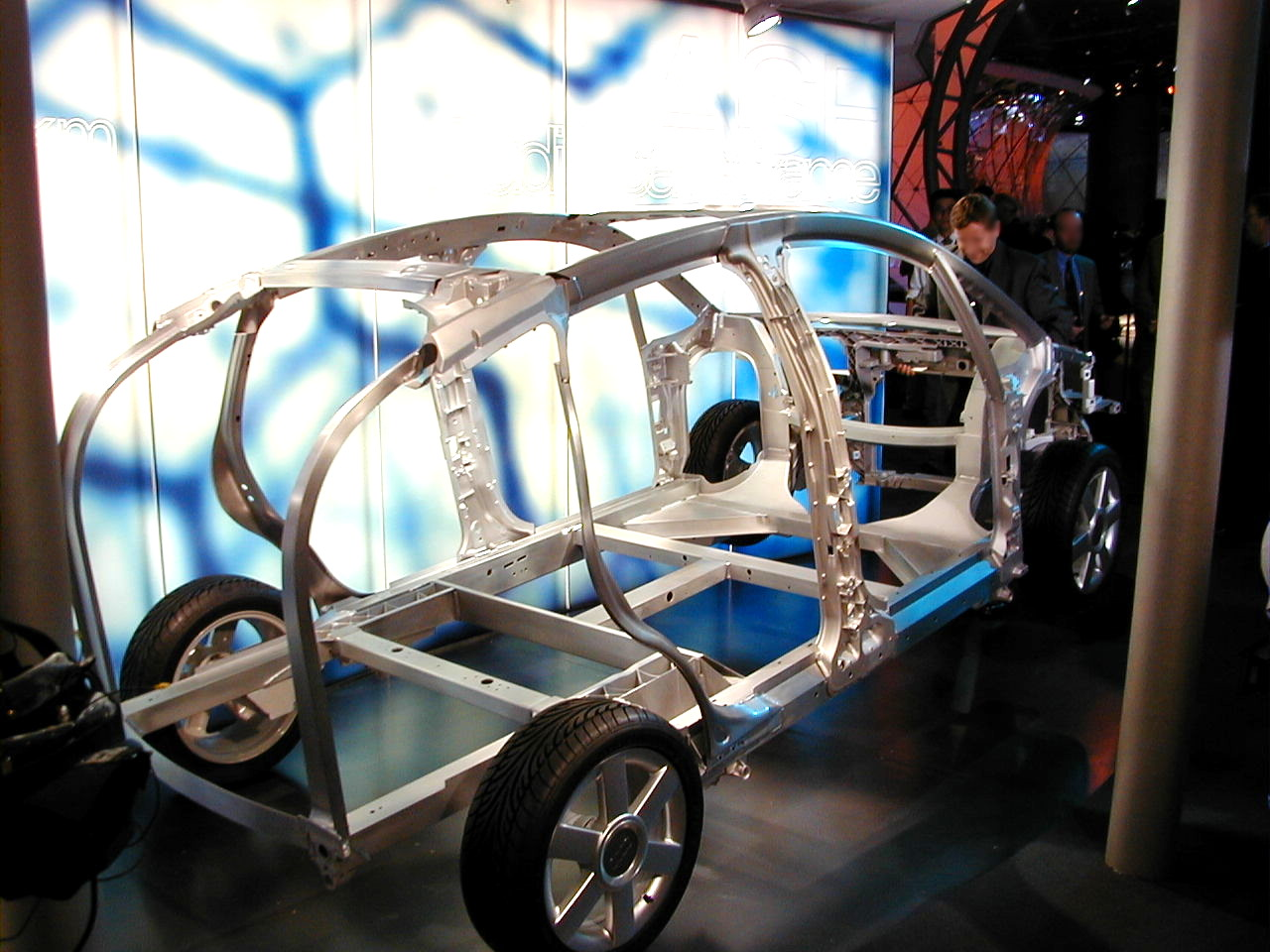
Der leichte Gitterrohrrahmen des Audi A2 in Space-Frame-Technik, erstmals auf der IAA 1999

Laut Aussage der Audi AG wurden sowohl bei der Konstruktion als auch bei der Produktion des Fahrzeugs neue Technologien und Konzepte zum ersten Mal in einer Großserie eingesetzt. Der A2 besitzt eine Aluminiumkarosserie, die auf der damals sonst nur noch beim Audi A8 eingesetzten Audi-Space-Frame-Technologie basiert.
Audi baute 2004 das Forschungsfahrzeug A2H2 Fuel Cell Hybrid Vehicle, ein Brennstoffzellenfahrzeug auf Basis des A2 zur Konzernforschung. Er beinhaltete eine 66 kW starke PEM-Brennstoffzelle auf Wasserstoffbasis mit 3 Tanks bei 350 bar mit insgesamt 1,8 kg Wasserstoff. Als Puffer und für die Rekuperation war ein NiMH-Akku verbaut, als Motor fungierte ein Synchronmotor mit 66 kW Nennleistung.

## Klassifizierung
Das Kraftfahrt-Bundesamt stufte das Fahrzeug sowohl bei Produktionsbeginn als auch bei Produktionsende als Kleinwagen ein.
Ein Problem bei der Vermarktung des Audi A2 in Deutschland war die nicht eindeutige Klassifizierung in die gängigen Kategorien wie Kleinwagen, Kompaktklasse oder Minivan. Der Audi A2 wurde zwar als direkter Konkurrent zur Mercedes A-Klasse entwickelt und entspricht dieser in Größe und Neupreis. Beide Fahrzeuge sind bei vergleichbarem Innenraum wesentlich kürzer, aber höher als ein VW Golf IV (Länge und Radstand entsprechen weitgehend denen eines VW Polo 6N). Für Mercedes war es dennoch möglich, die A-Klasse als direkte Konkurrenz zum VW Golf zu etablieren, da man bisher kein Modell dieser Klasse hatte – anders hingegen bei Audi, wo es mit dem Audi A3 bereits ein Fahrzeug in der Kompaktklasse gab.
Bereits der Name „A2“ zeigt, dass eine Platzierung „unterhalb des A3“ gewollt war. Das führte zu dem Dilemma, dass die beiden sowohl vom Konzept als auch von der Größe sehr ähnlichen Fahrzeuge A-Klasse und A2 beim Kraftfahrtbundesamt unterschiedlichen Fahrzeugklassen zugeordnet wurden. Auch in der Pannenstatistik des ADAC steht der A2 unter „Kleine Klasse“, die A-Klasse in der „Unteren Mittelklasse“.

## Bewertungen
Laut ADAC-Pannenstatistiken erzielte der A2 in den Jahren 2003 bis 2008 den ersten Platz in seiner Klasse. Ebenso belegt das Fahrzeug 2004 aufgrund seiner Mängelfreiheit den ersten Platz der TÜV-Statistik. Eine weitere Aufwertung erfährt der A2 aufgrund seines sehr geringen Schadstoffausstoßes. Insbesondere gibt es für die 1.2-TDI-Version eine Umschlüsselung auf D4-Norm und damit die grüne Plakette auch ohne Partikelfilter (Sonderantrag durch TÜV Bamberg).

## Audi A2 Concept 2011

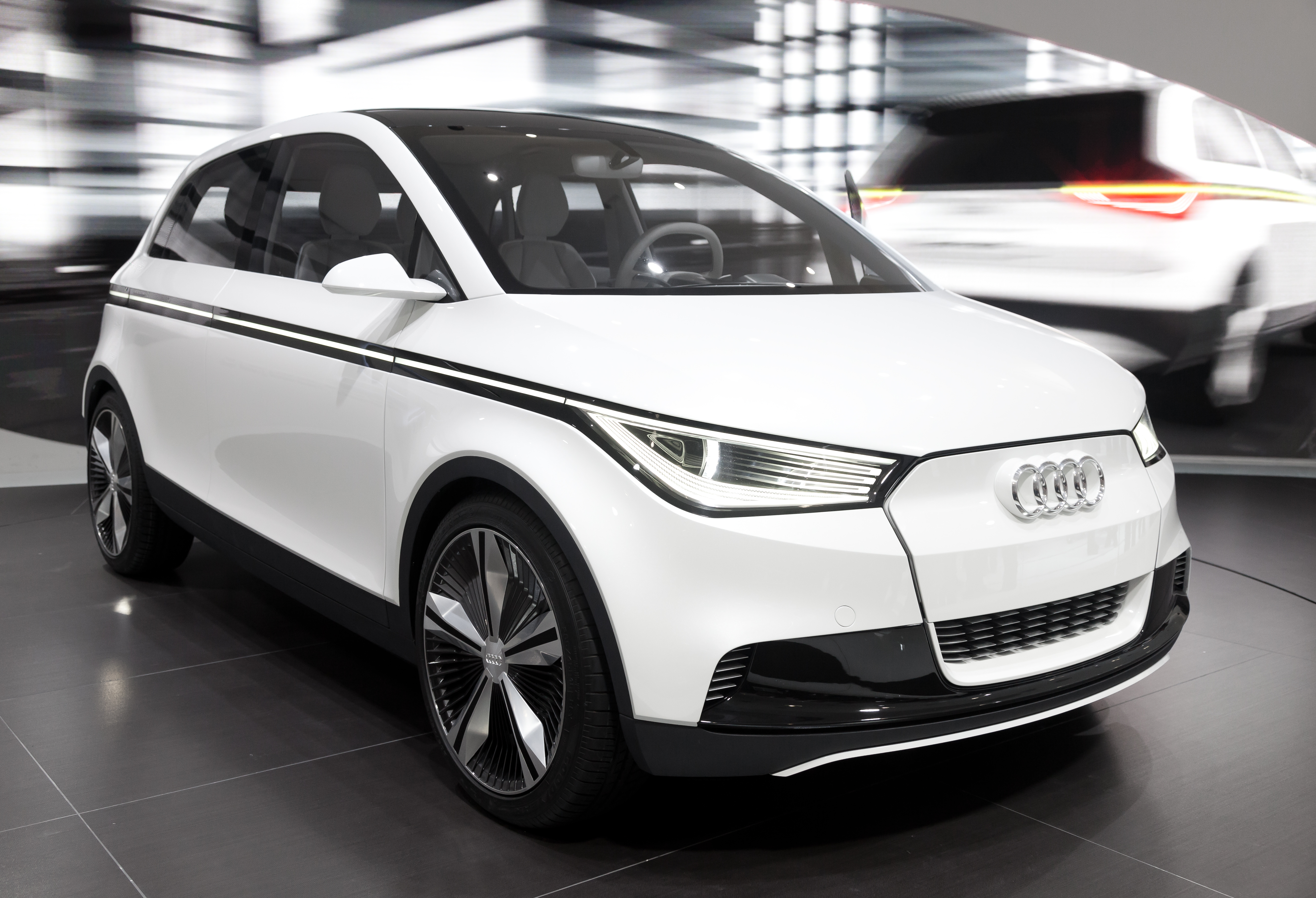
Audi A2 Concept 2011

Als Reaktion auf die Entwicklung des Megacity-Vehicle bei BMW stellte Audi 2011 auf der IAA einen Nachfolger für den A2 als Show-Car vor, der 2015/2016 mit reinem Elektroantrieb in Serie gehen sollte, aber auch für einen Hybridantrieb vorgesehen war. Das viersitzige Konzeptfahrzeug mit Frontantrieb besaß einen 85 kW/116 PS starken Elektromotor, sollte in 9,3 Sekunden auf Tempo 100 beschleunigen und 150 km/h Höchstgeschwindigkeit bei einer Reichweite von 200 Kilometern erreichen.
Anfang 2013 gab Audi die Einstellung mehrerer unter dem Namen „Audi e-tron“ medial angekündigter Projekte bekannt. Während der BMW i3 ab November 2013 erhältlich war, stellte Audi die Entwicklung eines neuen A2 ein, um sich „künftig stärker auf die größeren Baureihen konzentrieren“ zu können.

## Technische Daten
Die Motorenpalette des Audi A2 umfasst zwei Otto- und zwei Dieselmotoren (der 1,4-l-Dieselmotor davon in zwei Leistungsstufen):
|                                            | 1.4                      | 1.6 FSI (1)              | 1.2 3L TDI (2)                        | 1.4 TDI (3)                   | 1.4 TDI (4) (5)                   |
| ------------------------------------------ | ------------------------ | ------------------------ | ------------------------------------- | ----------------------------- | --------------------------------- |
| Bauzeitraum                                | 11/1999–07/2005          | 05/2002–07/2005          | 03/2001–07/2005                       | 11/1999–07/2005               | 11/2003–07/2005                   |
| Motorkennbuchstaben                        | AUA, BBY                 | BAD                      | ANY                                   | AMF, BHC                      | ATL                               |
| Motorart                                   | Ottomotor                | Ottomotor                | Dieselmotor                           | Dieselmotor                   | Dieselmotor                       |
| Motorbauart                                | Reihenbauart             | Reihenbauart             | Reihenbauart                          | Reihenbauart                  | Reihenbauart                      |
| Motoraufladung                             | —                        | —                        | VTG-Turbolader und Ladeluftkühler     | Turbolader und Ladeluftkühler | VTG-Turbolader und Ladeluftkühler |
| Zylinder/Ventile                           | 4/16                     | 4/16                     | 3/6                                   | 3/6                           | 3/6                               |
| Ventilsteuerung                            | DOHC                     | DOHC                     | OHC                                   | OHC                           | OHC                               |
| Nockenwellenantrieb                        | Zahnriemen               | Zahnriemen               | Zahnriemen                            | Zahnriemen                    | Zahnriemen                        |
| Gemischaufbereitung                        | Multi-Point-Einspritzung | Benzindirekteinspritzung | Pumpe-Düse-System                     | Pumpe-Düse-System             | Pumpe-Düse-System                 |
| Bohrung × Hub                              | 76,5 mm × 75,6 mm        | 76,5 mm × 86,9 mm        | 76,5 mm × 86,4 mm                     | 79,5 mm × 95,5 mm             | 79,5 mm × 95,5 mm                 |
| Hubraum                                    | 1390 cm³                 | 1598 cm³                 | 1191 cm³                              | 1422 cm³                      | 1422 cm³                          |
| Verdichtungsverhältnis                     | 10,5 : 1                 | 12,0 : 1                 | 19,5 : 1                              | 19,5 : 1                      | 18,5 : 1                          |
| max. Leistung bei min−1                    | 55 kW (75 PS) bei 5000   | 81 kW (110 PS) bei 5800  | 45 kW (61 PS) bei 4000                | 55 kW (75 PS) bei 4000        | 66 kW (90 PS) bei 4000            |
| max. Drehmoment bei min−1                  | 126 Nm bei 3800          | 155 Nm bei 4400          | 140 Nm bei 1800–2400                  | 195 Nm bei 2200               | 230 Nm bei 1900–2200              |
| Antrieb, serienmäßig                       | Vorderradantrieb         | Vorderradantrieb         | Vorderradantrieb                      | Vorderradantrieb              | Vorderradantrieb                  |
| Getriebe, serienmäßig                      | 5-Gang-Schaltgetriebe    | 5-Gang-Schaltgetriebe    | automatisiertes 5-Gang-Schaltgetriebe | 5-Gang-Schaltgetriebe         | 5-Gang-Schaltgetriebe             |
| Leergewicht, ohne Fahrer                   | 895 kg                   | 995 kg                   | 855 kg                                | 990 kg                        | 1030 kg                           |
| Höchstgeschwindigkeit                      | 173 km/h                 | 202 km/h                 | 168 km/h                              | 173 km/h                      | 188 km/h                          |
| Beschleunigung, 0–100 km/h                 | 12,3 s                   | 9,8 s                    | 14,9 s                                | 12,6 s                        | 10,9 s                            |
| Kraftstoffverbrauch auf 100 km, kombiniert | 5,9 l Super              | 5,9 l Super Plus         | 3,0 l Diesel                          | 4,3 l Diesel                  | 4,3 l Diesel                      |
| CO2-Emission, kombiniert                   | 142 g/km                 | 142 g/km                 | 81 g/km                               | 116 g/km                      | 116 g/km                          |
| Tankinhalt, ca.                            | 34 l (6)                 | 42 l                     | 20 l (7)                              | 34 l (6)                      | 42 l                              |

## Nachfrage und Produktionszahlen
In den fünfeinhalb Jahren Bauzeit liefen 176.377 Exemplare des A2 vom Band. Davon waren 6450 3L-Versionen (1.2 TDI).
Um den verhältnismäßig schleppenden Verkauf anzukurbeln, brachte Audi im Jahr 2003 das Sondermodell „colour.storm“ auf den Markt. Dieses zeichnete sich äußerlich durch auffälligere Farben mit abgesetztem mattschwarzen Dach sowie schwarzen Kunststoffteilen an den Kotflügeln, Türen und Stoßstangen aus. Aber auch dieses Modell brachte keine nennenswerte Trendwende bei den Verkaufszahlen.
Produktionszahlen:
| Jahr   | 1999   | 2000   | 2001   | 2002   | 2003   | 2004   | 2005   | 2006   |
| ------ | ------ | ------ | ------ | ------ | ------ | ------ | ------ | ------ |
| Anzahl | —      | 32.164 | 49.369 | 37.578 | 27.323 | 19.745 | 10.026 | 198    |
| Quelle | [ 25 ] | [ 26 ] | [ 27 ] | [ 28 ] | [ 29 ] | [ 30 ] | [ 31 ] | [ 32 ] |

Zwischen 2000 und 2006 sind in der Bundesrepublik Deutschland 93.084 Audi A2 neu zugelassen worden. Mit 26.434 Einheiten war 2001 das erfolgreichste Verkaufsjahr. Zum 1. Januar 2020 waren dort noch 49.215 Einheiten zugelassen, davon 2.034 3L-Versionen (1.2 TDI).
|  |

|  |

|  |

|  |

|  |

|  |

|  |

|  |

|  |

|  |

|  |

|  |

|  |

|  |

|  |

|  |

|  |

|  |

|  |

|  |

|  |

|  |

|  |

|  |

|  |

|  |

|  |

|  |

|  |

|  |

|  |

|  |

|  |

|  |

|  |

|  |

|  |

|  |

|  |

|  |

|  |

|  |

|  |

|  |

|  |

|  |

|  |

|  |

|  |

|  |

|  |

|  |

|  |

|  |

|  |

|  |

|  |

|  |

|  |

|  |

|  |

|  |

|  |

|  |

|  |

|  |

|  |

|  |

|  |

|  |

|  |

|  |

|  |

|  |

|  |

|  |

|  |

|  |

|  |

|  |

|  |

|  |

|  |

|  |

|  |

|  |

|  |

|  |

|  |

|  |

|  |

|  |

|  |

|  |

|  |

|  |

|  |

|  |

|  |

|  |

|  |

|  |

|  |

|  |

|  |

|  |

|  |

|  |

|  |

|  |

|  |

|  |

|  |

|  |

|  |

|  |

|  |

|  |

|  |

|  |

|  |

|  |

|  |

|  |

|  |

|  |

|  |

|  |

|  |

|  |

|  |

|  |

|  |

|  |

|  |

|  |

|  |

|  |

|  |

|  |

|  |

|  |

|  |

|  |

|  |

|  |

|  |

|  |

|  |

|  |

|  |

|  |

|  |

|  |

|  |

|  |

|  |

|  |

|  |

|  |

|  |

|  |

|  |

|  |

|  |

|  |

|  |

|  |

|  |

|  |

|  |

|  |

|  |

|  |

|  |

|  |

|  |

|  |

|  |

|  |

|  |

|  |

|  |

|  |

|  |

|  |

|  |

|  |

|  |

|  |

|  |

|  |

|  | Gesamt (36.479) |

|  | Gesamt (36.479) |

|  | Benziner (30.294) |

|  | Benziner (30.294) |

|  | Diesel (26.311) |

|  | Diesel (26.311) |

Auf dem Gebrauchtwagenmarkt steigen seit 2015 die Preise für gut erhaltene Exemplare deutlich. Bei einem letztmaligen Verkaufspreis ab 17.000 € im Jahr 2005 begannen 2020 die Preise für gut erhaltene Exemplare mit wenig gefahrenen Kilometern bei rund 10.000 €. Mitte 2021 wurden sämtliche Exemplare mit weniger als 50.000 km zwischen 6.000 € und 23.000 € auf den gängigen Internet-Gebrauchtfahrzeugmärkten angeboten.
| Jahr    | 2003   | 2004   | 2005   | 2006   | 2007   | 2008   | 2009   | 2010   | 2011   | 2012   | 2013   | 2014   | 2015   | 2016   | 2017   | 2018   | 2019   | 2020   | 2021   | 2022   | 2023   |
| ------- | ------ | ------ | ------ | ------ | ------ | ------ | ------ | ------ | ------ | ------ | ------ | ------ | ------ | ------ | ------ | ------ | ------ | ------ | ------ | ------ | ------ |
| Bestand | 54.812 | 66.960 | 74.470 | 79.554 | 77.156 | 72.443 | 70.945 | 69.795 | 68.332 | 66.811 | 65.173 | 63.327 | 61.282 | 59.217 | 56.992 | 54.383 | 51.663 | 49.322 | 47.374 | 45.646 | 44.442 |

## Umbauten
2009 stellte der „Bundesverband solare Mobilität“ (BsM) einen Umbau für den A2 zum e-Fahrzeug vor, der damit damals schon bei schonender Fahrweise 600 km weit kam.